# Feketeszakáll (A Karib-tenger kalózai)
Feketeszakáll, valódi nevén Edward Teach, akit a valóban élt, azonos nevű kalóz ihletett, egy szereplő A Karib-tenger kalózai filmsorozat negyedik részében, az Ismeretlen vizekenben. Megformálója Ian McShane.

## Élete

### AzIsmeretlen vizekenben
Feketeszakáll lánya, Angelica Londonban ráveszi Jack Sparrowt, hogy szálljon fel Feketeszakáll hajójára, az Anna királynő bosszújára, amivel az Ifjúság forrását kutatják. A forrás felé tart Hector Barbossa kapitány is, angol haditengerésztisztként, az HMS Providence fedélzetén. Az ifjúság forrásának vizét két Ponce de Leon hajójáról származó ezüstkupába kell tölteni, és az egyikbe szirénkönnyeket kell tenni. Aki a szirénkönnyek nélküli vizet issza meg, az meghal, míg a másik élete meghosszabbodik.Az Anna királynő bosszújának egyetlen szirént sikerül zsákmányolnia, akit magukkal visznek. A forrásnál Jack Sparrow, Angelica, Feketeszakáll és embereik összecsapnak Barbossa kapitánnyal és a brit haditengerészet katonáival, majd megérkezik a spanyol katonaság, és vallási felbuzdulásból lerombolják a forrást. A spanyol flotta vezetője párbajozni készül Feketeszakállal, de Barbossa leszúrja az Anna királynő bosszúja kapitányát. Sparrow a lerombolt forrás megmaradt vizével megtölti a kupákat, az egyikbe belerakja a szirénkönnyet, majd odaviszi Feketeszakállhoz és Angelicához. Véletlenül vagy szándékosan felcseréli a kupákat, így Feketeszakáll nem éli túl Barbossa szúrását, és Angelica életben marad, aki a szirénkönny nélkülinek gondolt kupát választotta.

## Fordítás
- Ez a szócikk részben vagy egészben  a   Blackbeard (Pirates of the Caribbean) című angol Wikipédia-szócikk fordításán alapul.  Az eredeti cikk szerkesztőit annak laptörténete sorolja fel. Ez a jelzés csupán a megfogalmazás eredetét és a szerzői jogokat jelzi, nem szolgál a cikkben szereplő információk forrásmegjelöléseként.